# 城巴720A、720P、720X線
城巴720A線是城巴720線的輔助路線，由西灣河（嘉亨灣）單向開往中環（畢打街），只於星期一至五上午繁忙時間提供服務。
城巴720P線是由城巴營運的一條港島特快巴士路線，來往太古城及中環（干諾道中），只於星期一至五上午繁忙時間提供服務，為城巴720線的晨早特別班次。
城巴720X線是由城巴營運的一條港島特快巴士路線，由西灣河（嘉亨灣）單向開往中環（林士街），經中環灣仔繞道，只於星期一至五上午繁忙時間提供服務，為城巴720線的晨早特別班次。

## 歷史
- 1998年9月1日：新巴入主港島當天提供平日繁忙時間太古城往來中環720線特別班次，以取代隨中巴專營權結束而取消的721號線。
- 2002年6月10日：為方便居民識別，正名為720P，並從720線分拆出720A線。
- 2006年6月24日：720A線東面總站遷往西灣河（嘉亨灣）公共運輸交匯處。
- 2011年3月21日：720P線加密星期一至五07:00至08:00的班次[1]。
- 2011年8月29日：720P線星期一至星期五往中環（機利文街）方向的頭班車提早至06:15開出[2]。
- 2011年10月17日：配合添馬艦發展工程完成，720A線往嘉亨灣方向繞經添美道並增設添美道近政府總部分站，金鐘道近金鐘站分站及駱克道近金星大廈分站則永久取消[3][4]。
- 2012年2月15日：720A線往金鐘方向不再繞經添美道並改停夏慤道近新政府總部分站[5]。
- 2013年7月14日：配合新巴18X線投入服務，720A線改為只於平日上午繁忙時間提供服務，所有回程班次在過東區走廊後便直接駛往嘉亨灣總站，720線則延長繞經金鐘的時段[6]。
- 2018年8月31日：增設實時抵站時間查詢服務。
- 2019年1月21日：因應中環灣仔繞道通車，720X線開辦。[7][8][9]
- 2022年9月19日：720A線改為星期一至五由嘉亨灣開出之單向服務，取消星期六服務；08:00前開出之班次以「海富中心」站為終點，隨後班次延長至中環，經紅棉路、金鐘道、皇后大道中及畢打街，加停「長江集團中心」站，並以「畢打街」站為終點；720P線以「永和街」站為循環點／終點；往太古城方向改經民吉街折返干諾道中東行，不經機利文街及德輔道中，取消「中保集團大廈」及「德忌利士街」站。[10]
- 2023年7月1日：因應城巴新巴專營權合併，本線改由城巴經營。
- 2025年8月23日：720P線取消星期六服務。[11][12]

## 服務時間及班次
720A
| 西灣河（嘉亨灣）開 | 西灣河（嘉亨灣）開 | 西灣河（嘉亨灣）開 |
| 日期               | 服務時間           | 班次（分鐘）       |
| ------------------ | ------------------ | ------------------ |
| 星期一至五         | 05:56-06:56        | 20                 |
| 星期一至五         | 06:56-07:26        | 15                 |
| 星期一至五         | 07:38、07:48       |                    |
| 星期一至五         | 08:02-08:32        | 15                 |
| 星期一至五         | 08:44、09:00       |                    |

藍字班次以海富中心為終點站，綠字班次以畢打街為終點站
720P
| 太古城開   | 太古城開                   | 太古城開     |
| 日期       | 服務時間                   | 班次（分鐘） |
| ---------- | -------------------------- | ------------ |
| 星期一至五 | 06:15、06:37               | 06:15、06:37 |
| 星期一至五 | 07:00-08:00                | 15           |
| 星期一至五 | 08:00-08:30                | 10           |
| 星期一至五 | 08:40                      |              |
| 星期一至五 | 08:50、09:05、09:20、09:30 |              |

- 啡字班次以永和街為終點站

720X
- 西灣河（嘉亨灣）開
  - 星期一至五: 07:20、07:50

720A、720P及720X線逢星期六、日及公眾假期不設服務

## 收費
720A/720P/720X
全程：$8.1
- 舊灣仔警署往中環（干諾道中）（720P）／皇后像廣場往中環（林士街）（720X）：$5.2

720P往中環方向，由太古城中心起至砵典乍街登車的乘客，若需繼續前往怡和大廈或之後往太古城方向的巴士站，需於永和街站重新繳付車資。
| - 本線設有12歲以下小童及65歲或以上長者半價優惠。 - 65歲或以上香港居民使用「樂悠咭」，以及12歲以下合資格殘疾兒童使用「殘疾人士身份」個人八達通繳付車資，均可享有每程$2.0或半價（以較低者為準）的票價優惠；12至64歲合資格殘疾人士使用「殘疾人士身份」個人八達通（包括「樂悠咭」），以及60至64歲香港居民使用「樂悠咭」繳付車資，均可享有每程$2.0或全費（以較低者為準）的票價優惠。 - 65歲或以上長者如使用長者或一般個人八達通繳付車資，則只可享有半價優惠；12至64歲合資格殘疾人士如不使用「殘疾人士身份」個人八達通，以及60至64歲人士如不使用「樂悠咭」繳付車資，必須繳付全費。 - 乘客可以現金或八達通於上車時付款，不設找續。 - 每位成人乘客可免費攜帶最多兩名4歲以下而不佔座位的兒童乘客乘車，超額之4歲以下小童必須繳付小童車費乘車。 - 九龍巴士、城巴及龍運巴士全職員工及家屬（不包括外判職員）可免費乘搭本路線，惟必須拍職員或職員家屬八達通。 - 乘客亦可使用AlipayHK「易乘碼」、支付寶、 WeChatHK／微信支付「搭車碼」、銀聯雲閃付「乘車碼」及BOC Pay「乘車碼」、具有感應式支付功能的VISA、Mastercard及銀聯卡，以及Apple Pay、Google Pay及Samsung Pay流動支付平台繳付車資。使用此支付方式的乘客可享有中途下車之分段收費，以及與其他城巴獨營路線或聯營線城巴班次之轉乘優惠，惟不適用於與非城巴路線之轉乘優惠。使用此支付方式的乘客亦不能享有「公共交通費用補貼計劃」及「長者及合資格殘疾人士公共交通票價優惠計劃」。 |

### 八達通轉乘計劃
乘客登上720A或720P線後指定時間內以同一張八達通卡轉乘以下路線，或從以下路線登車後指定時間內以同一張八達通卡轉乘720A或720P線，次程可獲車資折扣優惠：
720A往嘉亨灣 → 81往興華邨或722往耀東邨，次程車資全免，轉乘時限為90分鐘，優惠祇適用於舊灣仔警署後登上路線720A的乘客
720A/P ←→ 4/4X、30X，次程可獲$1折扣優惠，轉乘時限為90分鐘
720P ←→ 城巴南區路線，次程可獲$1折扣優惠
- 720P往金鐘 → 4(X)往華富邨或30X往數碼港
- 4(X)或30X往金鐘 → 720P往太古城

720A←→14，次程可獲$1折扣優惠，轉乘時限為180分鐘
- 720A往嘉亨灣 → 14往赤柱
- 14往嘉亨灣 → 720A往金鐘

## 行車路線
720A
經：太安街、愛勤道、愛賢街、愛秩序灣道、東喜道、南安里、南安街、筲箕灣巴士總站、未命名路、南安里、筲箕灣道、太康街、東區走廊、維園道、告士打道、夏慤道、紅棉路、金鐘道、皇后大道中及畢打街。
08:00前開出的班次不經斜體字之路段。
720P
經：太古城道、太茂路、太古灣道、東區走廊、維園道、告士打道、夏慤道、紅棉路支路、琳寶徑、美利道、遮打道、昃臣道、干諾道中、民吉街、干諾道中、夏慤道、告士打道、天橋、維園道、東區走廊、支路、太古灣道、太豐路及太古城道。
720X
經：太安街、成安街、耀興道、耀東邨巴士總站、耀興道、南康街、筲箕灣道、愛秩序街、南安街、筲箕灣巴士總站、未命名路、南安里、東區走廊、中環灣仔繞道、龍景街、分域碼頭街、夏慤道、干諾道中及民吉街。

### 沿線車站

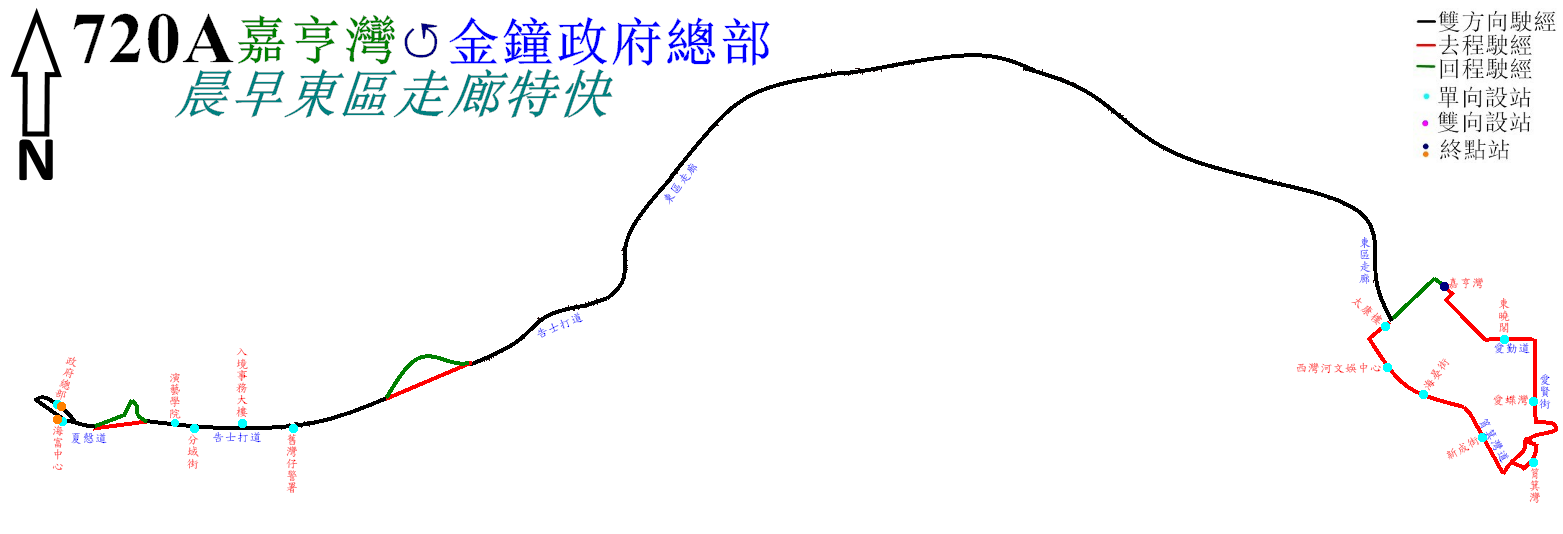
720A線的走線圖

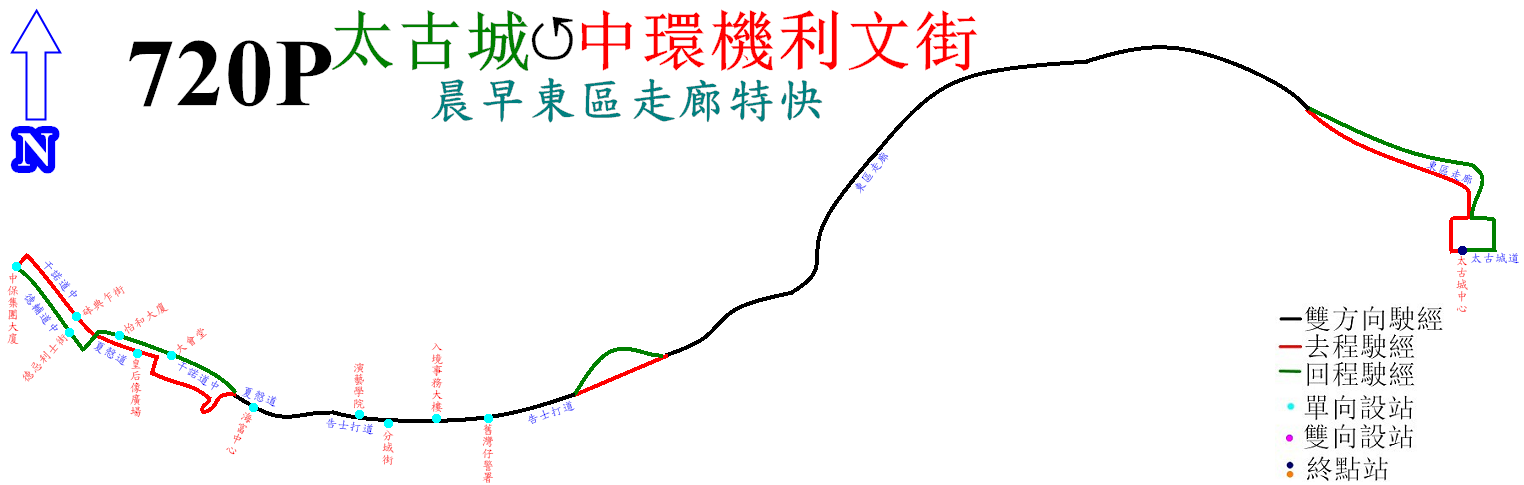
720P線的走線圖

720A
| 1        | 西灣河（嘉亨灣） | 西灣河（嘉亨灣）公共運輸交匯處 |
| 2        | 東旭苑東曉閣     | 愛勤道                         |
| 3        | 愛蝶灣           | 愛賢街                         |
| 4        | 筲箕灣           | 筲箕灣巴士總站                 |
| 5        | 新成街           | 筲箕灣道                       |
| 6        | 海晏街           | 筲箕灣道                       |
| 7        | 西灣河文娛中心   | 筲箕灣道                       |
| 8        | 太康樓           | 太康街                         |
| 東區走廊 |                  |                                |
| 9        | 舊灣仔警署       | 告士打道                       |
| 10       | 分域街           | 告士打道                       |
| 11       | 海富中心         | 夏慤道                         |
| 12*      | 長江集團中心     | 皇后大道中                     |
| 13*      | 畢打街           | 畢打街                         |

早上08:00前的班次不停靠有*號之車站
720P
| 1        | 太古城中心   | 太古城道 |
| 東區走廊 |              |          |
| 2        | 舊灣仔警署   | 告士打道 |
| 3        | 分域街       | 告士打道 |
| 4        | 海富中心     | 夏慤道   |
| 5        | 皇后像廣場   | 干諾道中 |
| 6        | 砵典乍街     | 干諾道中 |
| 7        | 永和街       | 干諾道中 |
| 8        | 怡和大廈     | 干諾道中 |
| 9        | 大會堂       | 干諾道中 |
| 10       | 香港演藝學院 | 告士打道 |
| 11       | 入境事務大樓 | 告士打道 |
| 東區走廊 |              |          |
| 12       | 太古城中心   | 太古城道 |

720X
| 1                                  | 西灣河（嘉亨灣） | 西灣河（嘉亨灣）公共運輸交匯處 |
| 2                                  | 西灣河站         | 太安街                         |
| 3                                  | 東欣苑           | 耀興道                         |
| 4                                  | 東熹苑           | 耀興道                         |
| 5                                  | 東熹苑逸熹閣     | 耀興道                         |
| 6                                  | 耀東邨耀華樓     | 耀興道                         |
| 7                                  | 耀東邨           | 耀東邨巴士總站                 |
| 8                                  | 耀東邨耀興樓     | 耀興道                         |
| 9                                  | 耀東邨耀貴樓     | 耀興道                         |
| 10                                 | 筲箕灣廣場       | 耀興道                         |
| 11                                 | 南安里           | 筲箕灣道                       |
| 12                                 | 筲箕灣           | 筲箕灣巴士總站                 |
| 東區走廊、中環灣仔繞道；夏慤道天橋 |                  |                                |
| 13                                 | 皇后像廣場       | 干諾道中                       |
| 14                                 | 砵典乍街         | 干諾道中                       |
| 15                                 | 永和街           | 干諾道中                       |
| 16                                 | 中環（林士街）   | 中環（林士街）巴士總站         |

## 客量
720A為西灣河直達灣仔及金鐘的路線，但班次遜於同樣能抵達灣仔的主線，所以去程只能滿座。至於回程方面，由於需求有限，且沒有任何中途站，與私牌無異，只於東區設嘉亨灣一站，服務範圍過小，無法吸引乘客使用，故吉車遊街。
720P為太古城前往灣仔、金鐘及中環的路線，去程客量不俗。至於回程方面，乘客多為往太古城上班之人士，客量相對較低。
720X未有在灣仔區設站，於中西區亦只能抵達中環及上環，而嘉亨灣及筲箕灣本身已有720及720A線，初期客量僅屬一般，客源主要來自耀東邨。但隨著越來越多居民認識此路線，客量穩步上揚，尾班不時出現滿座甚至頂閘情況。

## 外部連結
城巴
- 城巴720A線
- 城巴720P線
- 城巴720X線 （页面存档备份，存于）
- 城巴720A線路線圖 （页面存档备份，存于）
- 城巴720P線路線圖 （页面存档备份，存于）
- 城巴720X線路線圖 （页面存档备份，存于）

其他
- 681巴士總站－城巴720A線 （页面存档备份，存于）
- 681巴士總站－城巴720P線 （页面存档备份，存于）
- 681巴士總站－城巴720X線 （页面存档备份，存于）